# Peter Frischknecht
Peter Frischknecht (ur. 12 marca 1946 w Uster) – szwajcarski kolarz przełajowy, wielokrotny medalista mistrzostw świata.

## Kariera
Pierwszy sukces w karierze Peter Frischknecht osiągnął w 1967 roku, kiedy zdobył brązowy medal w kategorii amatorów podczas przełajowych mistrzostw świata w Zurychu. W zawodach tych wyprzedzili go jedynie Francuz Michel Pelchat oraz Belg Julien Van Den Haesevelde. Na rozgrywanych rok później mistrzostwach świata w Luksemburgu był drugi w tej kategorii, przegrywając tylko z Belgiem Rogerem De Vlaeminckiem. Pierwszy medal wśród zawodowców wywalczył w 1974 roku, kiedy na mistrzostwach świata w Vera de Bidasoa był trzeci. Lepsi okazali się dwaj Belgowie: Albert Van Damme i Roger De Vlaeminck. Rok później, podczas mistrzostw świata w Melchnau ponownie był trzeci, a na MŚ w Chazay-d'Azergues (1976), MŚ w Hanowerze (1977) i MŚ w Amorebieta (1978) był drugi, przegrywając tylko ze swym rodakiem, Albertem Zweifelem. W 1984 roku zakończył karierę.
Jego syn, Thomas Frischknecht, również był kolarzem.